# Пасо-де-лас-Пьедрас
Пасо-де-лас-Пьедрас (исп. Paso de las Piedras) — водохранилище на реке Саусе-Гранде в Аргентине, расположено на территории районов Торнкист и Коронель-Принглес провинции Буэнос-Айрес.
Площадь водного зеркала — 32 км². Площадь водосборного бассейна — 1552 км². Максимальная глубина достигает 29 метров, средняя глубина равна 15 метрам (по другим данным — 8,5 м). Длина береговой линии — 67 км. Объём — 0,33 км³. Большая часть воды поступает из рек Саусе-Гранде и Эль-Дивисорио.
Образовано в 1972 году для обеспечения водоснабжения городов Баия-Бланка и Коронель-Росалес.
Преобладающие виды водорослей — цианобактерии и динофлагелляты, присутствуют также зелёные водоросли семейств гидродикционовые, Radiococcaceae, Oocystaceae, хлорелловые, Coelastraceae и Scenedesmaceae.